# Drogkriget i Mexiko
Drogkriget i Mexiko är en väpnad konflikt, och ett pågående större krig, mellan rivaliserande knarksyndikat i Mexiko, där även staten har varit en stridande part. Mexikanska narkotikakarteller har existerat i några decennier, men blev mäktigare efter att de ledande colombianska kartellerna, Medellínkartellen och Calikartellen, upplösts och tappat i betydelse på 1990-talet. Idag dominerar mexikanska drogkarteller knarkmarknaden i USA. Våldet har eskalerat efter gripandet av flera nyckelfigurer inom kartellerna, då kartellerna slåss om kontrollen över införsrutter till USA.
Sedan 2006 har den mexikanska regeringen satt in både civila och militära styrkor i en organiserad kampanj mot knarkkartellerna vilka har en välorganiserad paramilitär struktur. Därför kategoriseras konflikten ibland som en väpnad konflikt. Antalet döda ökade efter att stora narkotikakarteller krossats och splittrats i mindre karteller som började strida med varandra. Statens drogkrig, och ökande inkomster från narkotikahandeln, har därför bidragit till att i Mexiko mördades totalt 35 588 personer under 2019,  men många av förövarna tillhör okända grupper. År 2019 betraktades 11 813 som dödsoffer i samband med strider mellan klart identifierbara grupper enligt Uppsala Conflict Data Programs (UCDP), och konflikten uppfyllde år 2019 därför definitionen för större krig. UCDP är medvetna om att deras siffra är låg. Av dessa dog 3 personer i strider där staten var en aktiv part, övriga i samband med våld mellan icke-statliga grupper.
President Andrés Manuel López Obrador deklarerade i januari 2019 att drogkriget var över, men antalet döda i väpnade konflikter har fortsatt att öka efter det. Ovidio Guzmán López, en av ledarna för Sinaloa-kartellen, arresterades i oktober 2019, men presidenten beslutade att släppa honom efter några timmar efter att kartellen utförde ett gisslantagande mot militär och deras familjer.

## Orsaker
Brottssyndikatet Los Zetas bildades 1999 av deserterade elitsoldater och stödjer drogkarteller. Under en 6-årsperiod deserterade 150 000 av de 250 000 soldaterna i den mexikanska armén, varav de flesta tros ha anslutit sig till drogkarteller, enligt en rapport från 2010.
De vapen som används är främst automatkarbiner, ibland med granattillsatser, och halvautomatiska handeldvapen, men även granatkastare. Cirka 70 procent av vapnen bedöms komma från USA.
Mexiko är stort i produktion och transport av droger, och det är härifrån majoriteten av all cannabis och stora delar av allt metamfetamin som förs in i USA kommer. Även om Mexiko står för en relativt liten del av världsproduktionen av heroin så står landet för en stor del av allt heroin som distribueras i USA. Mexikanska knarkkarteller kontrollerar uppskattningsvis 70% av all utländsk narkotika som förs in i USA.
USA:s utrikesdepartement uppskattar att 90% av allt kokain som förs in i USA passerar Mexiko; Colombia är den huvudsakliga kokainproducenten.. Man uppskattar även att den totala förtjänsten av illegala droger sträcker sig från 13,6 till 48,4 miljarder amerikanska dollar årligen. Mexikanska drogsmugglare smugglar i allt högre utsträckning tillbaka pengar till Mexiko inuti person- och lastbilar, vilket antagligen beror på att amerikanska myndigheter har större kontroll över elektroniska pengaöverföringar.
Mexikos före detta president Felipe Calderón har i ett uttalande sagt att kartellerna strävar efter att "ersätta staten" och "försöker införa ett monopol med hjälp av vapen, och försöker till och med att införa sina egna lagar".

## USA:s inblandning i konflikten

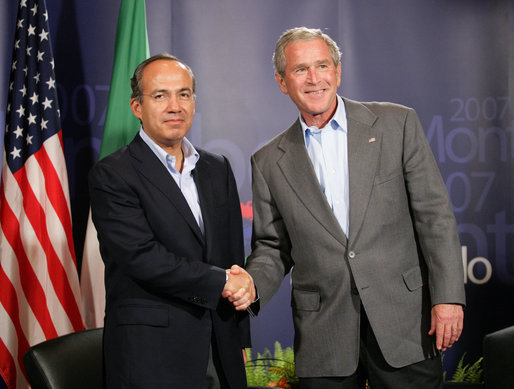
Den dåvarande presidenten George W. Bush och Mexikos före detta president Felipe Calderon tillsammans, måndagen den 20 augusti 2007 när de träffades för en bilateral diskussion under det nordamerikanska ledartoppmötet i Kanada. Vita husets foto av Eric Draper.

Sedan den mexikanska presidenten Felipe Calderón inledde sitt presidentskap år 2006 har den mexikanska regeringen deklarerat en väpnad konflikt mot de eskalerande drogkartellerna. Samtidigt inledde Calderón ett samarbete med USA för stöd mot dessa drogkarteller. Ett avtal förhandlades fram med den dåvarande amerikanska presidenten George W Bush och både parter förhandlade fram ett avtal kallat Mérida-initiativet.
Målet med avtalet var att främst bekämpa narkotikahandeln men även de hot mot samhället som annan gränsöverskridande organiserad brottslighet och penningtvätt medför. Avtalet underströk att detta bör genomföras samtidigt som de mänskliga rättigheterna skyddas. Arbetet utifrån avtalet stöds med resurser och hjälp från USA. Hjälpen inkluderar finansiering och utbildning för den Mexikanska federala polisstyrkan, samt att förse polisen med militär utrustning. Trots att avtalet omfattade insatser för ungefär 1,3 miljarder dollar, visade det sig inte vara mer effektivt när det kommer till att stoppa karteller än andra tidigare insatser från USA:s sida. Trots avtalet märktes en förändring i att drogkartellerna blev mer inblandade i den mexikanska politiken och Mexikos näringsliv.
Under Barack Obamas regeringstid, skiftade fokuset i hanterandet av USA:s inblandning i konflikten. Resurserna fokuserades på att förbättra det straffrättsliga systemet i Mexiko och under 2016 börjades fängelsestraff förkortas för hundratals federala fångar. Obama ville även behandla droger mer som ett folkhälsoproblem än ett straffrättsligt åtagande. Marijuana uppmärksammades av den dåvarande amerikanska presidenten som en ”folkhälsofråga”, och bör därmed behandlas på samma sätt som görs med cigaretter eller alkohol. Trots dessa förslag och förändringar, gjorde det inte mycket för att se till att allt fler brottslingar anklagades och dömdes. Och med tillfångatagandet av vad som beskrivs som världens största narkotikahandlare, Joaquin ”El Chapo” Guzmán, visade det sig inte att dra tillbaka på den organiserad brottsligheten i Mexiko. 
Trots flera finansiella bidrag och militär hjälp, har det inte setts någon typ av förbättring för hanterandet av den organiserade brottsligheten i Mexiko. Hittills har den amerikanska regeringen anslagit cirka 3-4 miljarder dollar i Merida-initiativet, inklusive hundratals miljoner för att hjälpa utbilda Mexikos polisstyrkor. Däremot har Merida-finansiering minskat under de senaste åren, under Donald J. Trumps administration. Trump-administrationen har istället fokuserat på att skapa fler jobb och främja säkerheten i södra Mexiko för att på så sätt stoppa olaglig migration och narkotikahandel. Trump har dock krävt mer säkerhet och en bättre hantering av inflödet av droger in till USA från Mexiko under de senaste åren. I sin tur har Mexiko placerat tusentals nationella vaktmedlemmar för att säkra gränserna.
2018 var det våldsammaste året i Mexikos moderna historia, och med presidentvalet år 2016 har relationen mellan både länderna varit turbulent. Situationen lär inte bli lättare under de kommande åren när USA har precis gått genom en intensiv valkampanj och det estimeras vara svårt att se hur konflikten hanteras i framtiden.